# Johannes Jacobus Smith
Johannes Jacobus Smith (Antwerpen, 1867 – Oegstgeest, 1947) (soms gespeld als Joannes Jacobus Smith) was een Nederlands botanicus die van 1905 tot 1924 de eilanden van Nederlands-Indië, vooral Java, doorkruiste om de flora van deze eilanden te inventariseren, te verzamelen, en te beschrijven.

## Biografie
De beschrijving van de flora van de westelijke helft van Nieuw-Guinea (toen Nederlands gebied) is voornamelijk gebaseerd op het werk van deze buitengewoon toegewijde man.
Hij was na Rudolf Schlechter de meest vooraanstaande schrijver over orchideeën van Nieuw-Guinea.
Naast orchideeën beschreef hij ook veel planten uit andere families zoals de Heidefamilie en Euphorbiaceae.
J.J. Smith voer in 1891 naar Java en werd daar assistent-curator van de botanische tuinen van Buitenzorg (bij Batavia), het huidige Bogor. Hij ondernam verschillende expedities op Java, Celebes, de Ambonese eilanden en de Molukken.
In 1905 werd hij gepromoveerd tot assistent van het herbarium. In 1910 ontving hij een eredoctoraat aan de universiteit van Utrecht. Ten slotte werd hij aangesteld als directeur van de botanische tuinen van Buitenzorg van 1913 tot aan zijn pensioen in 1924.
Hierop keerde hij terug naar Nederland, vestigde zich in Utrecht en later in Oegstgeest. Hij ging verder met het beschrijven van orchideeën tot kort voor zijn dood in 1947, zoals het benoemen van de Sumatraanse orchidee Dendrochilum atjehense J.J.Sm. 1943.

## Publicaties

### Gepubliceerde soorten
J.J.Smith bestudeerde en beschreef alleen al honderden orchideeënsoorten, waaronder:
- Aerides reversum J.J.Sm. (1912)
- Bulbophyllum borneense (Schltr.) J.J.Sm. (1912)
- Bulbophyllum brunendijkii J.J.Sm. (1906).
- Bulbophyllum echinolabium J.J.Sm. (1934).
- Calanthe veratrifolia var. dupliciloba J.J.Sm. (1922)
- Calanthe veratrifolia var. lancipetala J.J.Sm. (1930)
- Cirrhopetalum biflorum (Teijsm. & Binn.) J.J.Sm. (1903)
- Coelogyne salmonicolor var. virescentibus J.J.Sm. ex Dakkus (1935)
- Dendrobium acaciifolium J.J.Sm. (1917)
- Dendrobium acanthophippiiflorum J.J.Sm. (1915)
- Dendrobium agathodaemonis J.J.Sm. (1910)
- Dendrobium asperifolium J.J.Sm. (1911)
- Dendrobium atromarginatum J.J.Sm. (1929)
- Dendrobium capitellatum J.J.Sm. (1906)
- Dendrobium carstensziense J.J.Sm. (1929)
- Dendrobium confusum J.J.Sm. (1911)
- Dendrobium ephemerum J.J.Sm. (1917)
- Dendrobium halmaheirense J.J.Sm.
- Dendrobium lichenicola J.J.Sm. (1929)
- Dendrobium papilioniferum J.J.Sm. (1905)
- Dendrobium papilioniferum var. ephemerum J.J.Sm. (1905)
- Dendrobium quadrialatum J.J.Sm. (1922)
- Paphiopedilum glaucophyllum J.J.Smith (1905)
- Phalaenopsis amboinensis J.J.Sm. (1911)
- Phalaenopsis denevei J.J.Sm. (1925)
- Phalaenopsis fimbriata J.J.Sm. (1921)
- Phalaenopsis fimbriata var. sumatrana J.J.Sm. (1932)
- Phalaenopsis pulcherrima J.J.Sm. (1933)
- 67 Dendrochilum soorten
- en vele anderen

Hij benoemde de volgende orchideeëngeslachten :
- Abdominea J.J. Sm.1914.
- Ascocentrum Schlechter ex- J.J. Sm. 1914.

De orchidee Cypripedium smithii werd door Rudolf Schlechter naar hem genoemd.

#### Naslagwerken
- Blumea, Suppl. 1, SMITH vol., 1937, with dedications, photographs, etc.; Bull. Jard. Bot. Buit. sér. 3, vol. 14, 1937, p. 99-114, incl. bibliogr. & portr
- Wie is dat? ed. 3-4; Orchideeën, June 1942, 6 pp
- Bull. Bot. Gard. Buitenzorg III, 17, 1948, p. 381-382
- Orchideeën, maart 1949, p. 23-31 + portr.

- Author citation (botany): J.J.Sm.
- Gemeinsame Normdatei: 117634662
- International Standard Name Identifier: 0000 0001 2209 2629
- Library of Congress Control Number: no95040894
- Nationale Bibliotheek van Israël: 987007314684005171
- Nederlandse Thesaurus van Auteursnamen: 228136075
- SNAC: w6z61cb0
- Système universitaire de documentation: 149526806
- Museum of New Zealand Te Papa Tongarewa: 51480
- Virtual International Authority File: 19265212
- WorldCat: E39PBJjCMqdRRBCkVXPBgdkxDq